# تاريخ العملة الفلبينية
يغطي تاريخ العملة الفلبينية العملة المستخدمة قبل العصر الإسباني مع عملة بيلونسيتوس الذهبية والسلع الأخرى المتداولة، بالإضافة إلى اعتماد البيزو خلال العصر الإسباني وما بعده.
في نهاية المطاف، يشتق البيزو الفلبيني من البيزو الإسباني أو القطع المكونة من ثماني قطع والتي جلبتها سفن مانيلا ‏ بكميات كبيرة في الفترة من القرن السادس عشر إلى القرن التاسع عشر. ومن نفس البيزو الإسباني أو الدولار تشتق البيزوات المختلفة في أمريكا اللاتينية، والدولارات في الولايات المتحدة وهونغ كونغ، وكذلك اليوان الصيني والين الياباني .   

## تاريخ الفلبين المبكر (حوالي 900 م - 1565 م)
قبل وقت طويل من وصول الإسبان إلى الفلبين في عام 1521، كان الفلبينيون قد أقاموا علاقات تجارية مع البلدان المجاورة مثل الصين، وجاوة، وبورنيو، وتايلاند وغيرها من المستوطنات. كان المقايضة نظامًا تجاريًا شائعًا يمارس في جميع أنحاء العالم وتبنته الفلبين. لقد أدى عدم ملاءمة نظام المقايضة إلى اعتماد وسيلة محددة للتبادل - أصداف الودع. أصبحت العملات المعدنية المصنوعة من الذهب، واليشم، والكوارتز، والخشب الشكل الأكثر شيوعًا وقبولًا للنقود على مر القرون.
تتمتع الفلبين بثروة طبيعية من الذهب، مما يجعل من الممكن توافر العملات الذهبية المحلية التي تسمى بيلونسيتوس. كانت وحدة العملة الفضية الأصلية هي الروبي أو الروبية (المعروفة محليًا باسم سالابي)، والتي جُلِبَت عن طريق التجارة مع الهند وإندونيسيا. استمرت السالابي تحت الحكم الإسباني كعملة تيستون تساوي أربعة ريالات أو نصف بيزو إسباني.

### بيلونسيتوس
اُستُخدِمَ البيلونسيتوس في توندو، ونمايان، وراجانات بوتوان في الفلبين الحالية. "البيلونسيتوس" هي قطع ذهبية صغيرة محفورة تشبه الخرز اُكتُشِفَت في الفلبين. إنها أول عملة معترف بها في الفلبين تُدُوِّلَت بين القرنين التاسع والثاني عشر. لقد ظهروا عندما أدى تزايد التجارة إلى جعل المقايضة أمراً غير مريح.

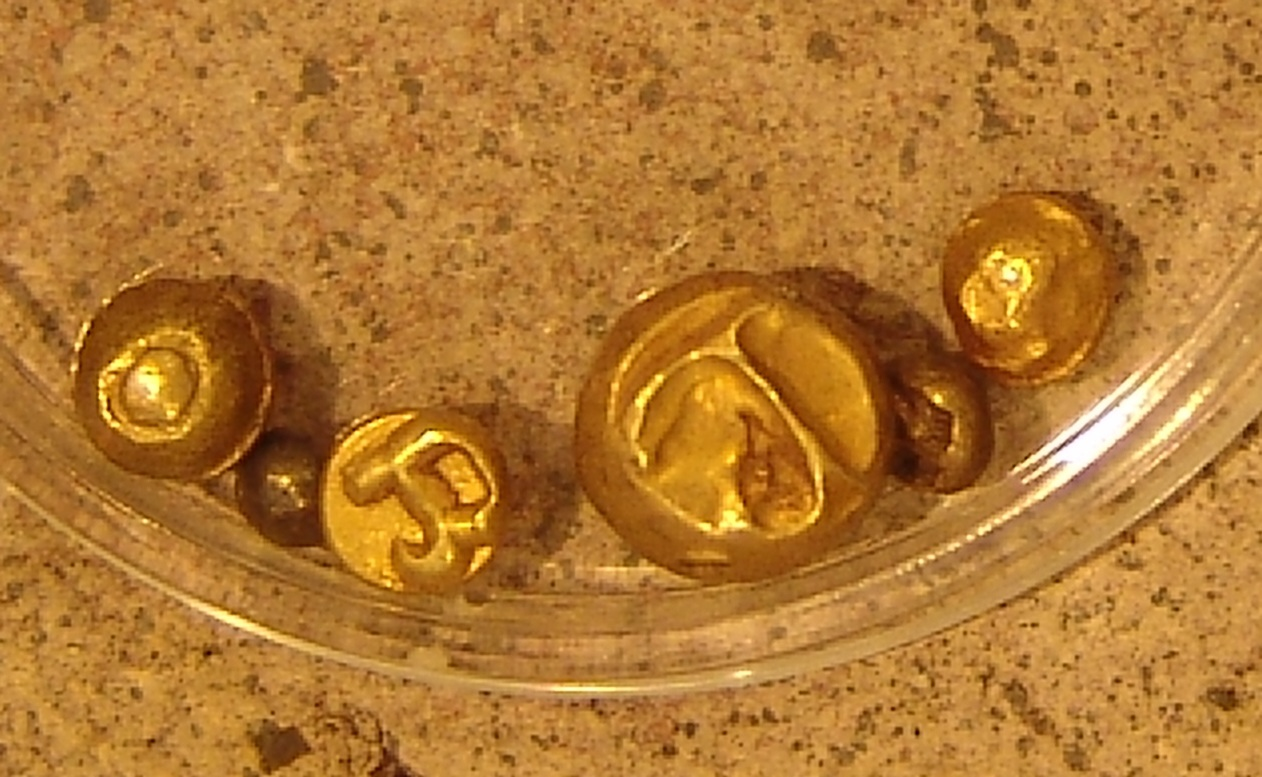
مجموعة من البيلونسيتوس في متحف مانيلا للسك.

تعد البيلونسيتوس صغيرة جدًا - بعضها بحجم حبة الذرة - وتزن من 0.09 إلى 2.65 غرام (0.0032 إلى 0.0935 أونصة) من الذهب الخالص. يبلغ وزن البياونسيتوس الكبير حوالي مايس 1، أو 1/10 من التيل. نُقِّبَ عن البيلونسيتوس في ماندالويونغ، وباتان، وضفاف نهر باسيج ‏، وباتانجاس، وماريندوك، وسمار، وليتي، وبعض المناطق في مينداناو. وقد عُثِرَ عليها بأعداد كبيرة في المواقع الأثرية الإندونيسية مما أثار تساؤلات حول أصلها. إن استخراج الذهب ومعالجته هنا أمر مؤكد من خلال العديد من الروايات الإسبانية، مثل رواية تعود إلى عام 1586 والتي تقول:
“شعب هذه الجزيرة (لوزون) هندوسية ومهرة للغاية في تعاملهم مع الذهب. إنهم يزنون مع أعظم مهارة وحساسية شوهدت على الإطلاق. أول شيء يعلمونه لأطفالهم هو معرفة الذهب والأوزان التي يزنون بها ، لأنه لا توجد أموال أخرى بينهم. "

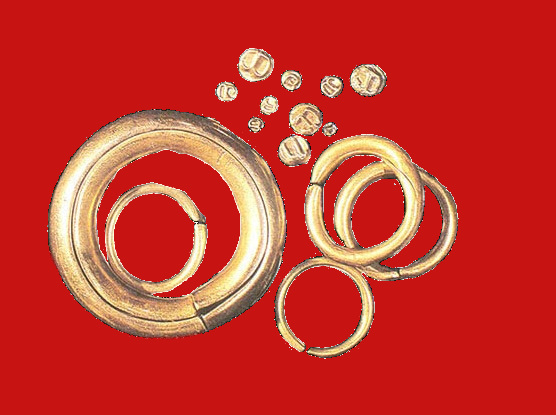
العملات الذهبية: (الجزء العلوي) البيلونسيتوس وحلقات المقايضة (الجزء السفلي).

### حلقات المقايضة
كان الفلبينيون الأوائل يتاجرون أيضًا بحلقات المقايضة ‏، وهي عبارة عن سبائك ذهبية تشبه الحلقات. تكون حلقات المقايضة هذه أكبر من حجم الكعكة الدائرية وهي مصنوعة من الذهب الخالص تقريبًا. 

## الكاش الصيني المستورد

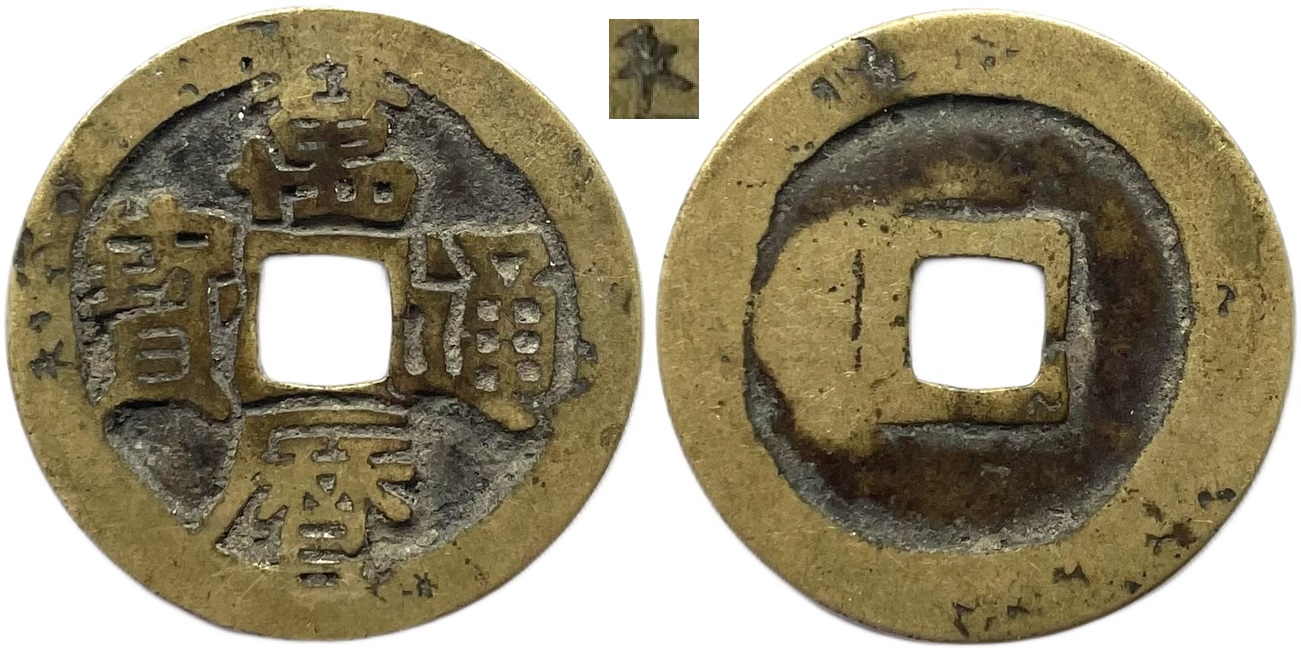
عملة وانلي تونغباو مع علامات تقطيع صغيرة على الحواف (خاصة تيان 天 على الوجه الأمامي على اليسار)، يُعتقد أنها صنعت في مانيلا

الفصل غير المعروف نسبيًا في علم العملات الفلبيني هو استيراد واستخدام الكاش البرونزي الصيني في الأسواق الفلبينية. مثل غيرها من موانئ جنوب شرق آسيا، غمرت العملات الصينية الموانئ التجارية في جزر الفلبين منذ وقت مبكر من القرن الثالث عشر واستمرت حتى فترة أسرة تشينغ .
أحد إصدارات العملة المعدنية، وانلي تونغباو، التي صدرت خلال فترة وانلي في عهد أسرة مينغ، تحمل في كثير من الأحيان علامات ما بعد سك العملة على الحواف. وقد نُسبت هذه العلامات إلى التجار الصينيين المقيمين في مانيلا في أواخر القرن السادس عشر أو أوائل القرن السابع عشر، مما يجعل ما يسمى بعلامات مانيلا على عملات وانلي أقدم علامات تقطيع معروفة. 

## العصر الإسباني (1565–1898)
أُدخِلَ البيزو الفضي الإسباني بقيمة ثمانية ريالات لأول مرة من قبل بعثة ماجلان في عام 1521 وجُلِبَ بكميات كبيرة بواسطة سفن مانيلا ‏ بعد غزو الفلبين عام 1565. استمرت عملة السالابي المحلية تحت الحكم الإسباني كعملة نصف بيزو. بالإضافة إلى ذلك، قُدِّمَت عملات أونزا الذهبية الإسبانية أو عملات الثمانية إسكودو بنفس وزن الدولار الإسباني ولكن قيمتها 16 بيزو فضي.

### العملة الكسرية والكوارتوس
سُكَّت العملات الفضية بفئات 8 ريالات (1$)، و4، و2، و1، و1⁄2. جاءت العملات الذهبية بفئات 8 إسكودو (16$)، و4، و2، و1، و1⁄2 إسكودو. كما أُجريَ تغيير بسيط عن طريق قطع عملة 1$ معدنية كاملة، في أغلب الأحيان إلى ثمانية أجزاء كل جزء يساوي ريال إسباني واحد.
كما سُكَّت العملات المعدنية الخام المصنوعة محليًا من النحاس أو البرونز والتي تسمى كوارتوس أو باريلاس في الفلبين بأمر من الحكومة الإسبانية. ومن هنا جاءت الكلمات الفلبينية "كوارتا" (المرادفة للمال بشكل عام) و"باريا" (العملة الصغيرة). وفي عام 1837، صدر أمر يقضي باحتساب 20 كوارتو كريال واحد (ومن ثم، 160 كوارتو مقابل بيزو واحد).
انقطاع سكّ عملات الكُوارتو النحاسية رسميًا في القرن التاسع عشر خُفِّف جزئيًا من خلال تداول عملات مزيفة من فئة كُوارتوَين (تساوي 80 منها بيزو واحد)، صُنعت على يد عمّال مناجم النحاس من شعب الإيغوروت في منطقة كورديليرا، وقد قُبِلت هذه العملات في التداول من قِبل باقي أنحاء البلاد.

### العملة الفلبينية المختومة
في أوائل القرن التاسع عشر، ثارت معظم المستعمرات الإسبانية في أمريكا الوسطى والجنوبية وأعلنت استقلالها عن إسبانيا. وأصدروا عملات فضية تحمل شعارات ورموزًا ثورية وصلت إلى الفلبين. كان المسؤولون الحكوميون الإسبان في الجزر يخشون أن تؤدي هذه العلامات التحريضية إلى تحريض الفلبينيين على التمرد. وهكذا قاموا بإزالة النقوش عن طريق ختم العملات المعدنية بالكلمة F7 أو YII. 
كان النظام النقدي المشتق من العملات المعدنية المستوردة من إسبانيا، والصين، والدول المجاورة محفوفًا بالعديد من الصعوبات. جاءت الأموال على شكل عملات معدنية مختلفة، وكانت هناك أيضًا عملات كسرية بالإضافة إلى العملة الحقيقية والعملة الرباعية. كما أن عملات البيزو ذات التصاميم الإسبانية أو المكسيكية يمكن استيرادها وتصديرها بسهولة إلى الخارج، مما يؤدي في بعض الأحيان إلى إفراغ خزائن الحكومة والقطاع الخاص. كانت الأموال نادرة دائمًا في مانيلا، وعندما كانت وفيرة كانت تُشحن إلى المقاطعات. كان المرسوم الصادر عام 1857 والذي يفرض الاحتفاظ بالحسابات بالبيزو والسنتيموس (ما يعادل 1/100 من البيزو) مفيدًا للغاية في هذا الوضع نظرًا لوجود كوارتوس نحاسي بقيمة 160 مقابل البيزو.

### معيار ثنائي المعدن من الذهب والفضة الفلبيني في القرن التاسع عشر
كانت عملة أونزا الذهبية الإسبانية (أو عملة 8 إسكودو ) ذات وزن مماثل للدولار الإسباني ولكن قيمتها الرسمية كانت 16 بيزو فضي، وبالتالي وضع البيزو على معيار ثنائي المعدن بنسبة ذهب/فضة تبلغ 16. وقد كان اختلاف قيمة الدولار عن قيمة الذهب في التجارة الدولية بارزاً بشكل واضح في الأزمات النقدية المستمرة في القرن التاسع عشر.
كان اندفاع الذهب في كاليفورنيا خلال الفترة من 1848 إلى 1855 يعني أن الأونزا الذهبية، التي تقدر قيمتها رسميا بـ 16 بيزو، لم تكن تجلب سوى حوالي 15 بيزو دوليا، بل إنها عانت في الواقع من خصم يصل إلى 33% عند دفعها للتجار الصينيين الذين يحسبون باستمرار بالبيزو الفضي. وبما أن الحكومة الإسبانية استمرت في تلقي هذه الأونسات الذهبية بقيمة 16 بيزو، فقد جاء في النهاية وقت أصبحت فيه البيزو الفضية نادرة ولم يتبق في التداول سوى العملات الذهبية بقيمة 16 بيزو.
من أجل معالجة هذا الضرر في الوضع النقدي، أصدرت الملكة إيزابيلا الثانية مرسومًا في عام 1857 يأمر بتأسيس كاسا دي مونيدا دي مانيلا في الفلبين من أجل سك عملات ذهبية من فئة 1، و2، و4 بيزو وفقًا للمعايير الإسبانية (كانت عملة 4 بيزو تزن 6.766 غرام (0.2387 أونصة) من 0.875 ذهب). سُكَّت أول عملة ذهبية في عام 1861. وفي العام نفسه، أمر مرسوم ملكي بسك عملات فضية من فئة 50 و20 و10 سنتيمو من العملات المعدنية لأمريكا اللاتينية وفقًا للمعايير الإسبانية أيضًا (حيث تحتوي كل 100 سنتيمو على 25.98 غرام (0.916 أونصة) من 0.900 فضة). لقد انخفض سعر الفضة منذ ذلك الحين وسُكَّت أول عملات فضية في عام 1864.
ثم انتهت الوفرة النسبية للذهب في الفلبين مع اعتماد معيار الذهب البريطاني (الذي أصبح الآن معيار الذهب الأمريكي) في معظم أنحاء أوروبا بعد عام 1871 والارتفاع اللاحق في نسبة الذهب/الفضة الدولية إلى ما يزيد عن 16.  وقد تفاقم الوضع بسبب المرسوم الصادر عام 1876 الذي أكد على أن البيزو المكسيكي هو العطاء القانوني في الفلبين وقابل للاستبدال بالأونزا الذهبية مقابل 16 بيزو. سرعان ما أدى ارتفاع قيمة أونزا الذهبية في الخارج إلى ما يزيد عن 16 بيزو إلى جعل استيراد الدولارات المكسيكية مقابل العملات الذهبية مشروعًا مربحًا. وفي حين حاول الحاكم العام في عام 1877 وقف تدفق الذهب إلى الخارج من خلال الحد من الوضع القانوني للفضة المكسيكية، إلا أنه بحلول عام 1884 اختفت العملة الذهبية بالكامل.
لذلك، انتهى القرن التاسع عشر والبيزو الفلبيني لا يزال رسميًا على معيار ثنائي المعدن، مساوٍ إما للبيزو المكسيكي الفضي (بوزن 27.07 غرامًا [0.955 أونصة] ودرجة نقاء 0.903، أو ما يعادل 0.786 أونصة تروي [0.862 أونصة؛ 24.4 غرامًا] من الفضة [XAG])، أو مساوٍ لـ 1/16 أونصة الذهب (بوزن 1.6915 غرامًا [0.05967 أونصة] ودرجة نقاء 0.875، أو ما يعادل 0.0476 أونصة تروي [0.0522 أونصة؛ 1.48 غرامًا] من الذهب [XAU]). ومع ذلك، فقد ارتفعت قيمة البيزو الذهبي لاحقًا لتصبح تقارب ضعف قيمة البيزو الفضي. علاوة على ذلك، خُفِّضت درجة نقاء العملات الفضية الفئوية الفلبينية من 0.900 إلى 0.835، مما زاد من تدهور جودة العملة المحلية، كما أن إدخال العملات الفضية من نوع "ألفونسينو" في عام 1897 لم يُسهم كثيرًا في تحسين قيمة صرف البيزو. وقد استمر تداول هذه العملات المكسيكية والإسبانية-الفلبينية حتى جرى إلغاء قانونيتها بعد إدخال البيزو الأمريكي-الفلبيني الجديد في عام 1903.

### أوراق نقدية من فئة بيزو فويرتي
أول عملة ورقية جرى تداولها في الفلبين كانت البيزو الفلبيني القوي، الذي أصدره عام 1851 أول بنك في البلاد، وهو بنك إسبانيول-فلبينو. وبما أنها كانت ثنائية المعدن وقابلة للتحويل إلى بيزوات فضية أو أونصات ذهبية، فإن حجمها البالغ 1,800,000 بيزو كان صغيرًا مقارنةً بنحو 40,000,000 بيزو فضي كانت متداولة في نهاية القرن التاسع عشر.

### عملات سولو
شاركت سلطنة سولو في الجزر الجنوبية بشكل نشط في تجارة المقايضة مع التجار العرب، والصينيين الهان، والبورنيويين، والملوكين، والبريطانيين. أصدر السلاطين عملات معدنية خاصة بهم منذ وقت مبكر من القرن الخامس. العملات المعدنية للسلطان عظيم الدين الموجودة اليوم هي من معادن أساسية هي القصدير، والفضة، والسبائك تحمل نقوشاً عربية ومؤرخة بعام 1148 هـ الموافق عام 1735 في العصر المسيحي.

## الجمهورية الفلبينية الأولى (الفترة الثورية 1898-1899)

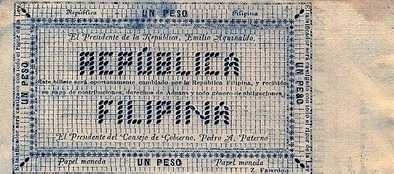
ورقة نقدية من فئة بيزو واحد للجمهورية الفلبينية الأولى.

أصدرت جمهورية الفلبين ‏ عام 1898 تحت قيادة الجنرال إميليو أجوينالدو عملة مدعومة بالموارد الطبيعية للبلاد. سُكَّ نوعان من العملات النحاسية بقيمة سنتين في ترسانة مالولوس وطُبِعَت أوراق نقدية بقيمة واحد واثنين بيزو موقعة بخط اليد من قبل بيدرو باتيرنو، ‏ وماريانو ليمجاب، ‏ وتيليسفورو تشويديان ‏ وجرى تداولها بحرية. سُحِبَت من التداول وأعلنت كعملة غير قانونية بعد استسلام الجنرال أغوينالدو للأمريكيين. 

## الفترة الاستعمارية الأمريكية (1901–1946)
بعد أن سيطرت الولايات المتحدة على الفلبين، أقر الكونغرس الأمريكي قانون سك العملة الفلبينية لعام 1903، وحدد وحدة العملة لتكون بيزو ذهبي نظري (غير مسكوك) يتكون من 12.9 حبة من الذهب الخالص 0.900 (0.0241875 XAU)، أي ما يعادل ₱2,640 اعتبارًا من 22 ديسمبر 2010.  كانت هذه الوحدة تعادل نصف قيمة الدولار الأمريكي تمامًا.  وظل ربط الدولار الأميركي بالذهب قائما حتى خُفِّضَت نسبة الذهب في الدولار الأميركي في عام 1934. وظلت العملة المحلية مرتبطة بسعر 2 بيزو فلبيني مقابل الدولار الأمريكي حتى الاستقلال في عام 1946.
نص القانون على سك وإصدار البيزو الفضي الفلبيني الذي يزن وينقس بشكل أساسي مثل البيزو المكسيكي، والذي يجب أن تكون قيمته 50 سنتًا من الذهب ويمكن استرداده بالذهب في خزانة الجزيرة، والذي كان من المفترض أن يكون الوسيلة الوحيدة للتداول بين الناس. كما نص القانون على سك العملات الثانوية والثانوية وإصدار شهادات فضية بفئات لا تقل عن 2 بيزو ولا تزيد عن 10 بيزو (رُفِعَ الحد الأقصى للفئة إلى 500 بيزو في عام 1906).
كما نصت على إنشاء صندوق معيار الذهب للحفاظ على تكافؤ العملات المعدنية المسموح بإصدارها، وأذنت للحكومة الجزرية بإصدار شهادات مؤقتة للدين تحمل فائدة بمعدل لا يتجاوز 4٪ سنويًا، وتدفع في موعد لا يتجاوز عامًا واحدًا من تاريخ الإصدار، بمبلغ لا يتجاوز في أي وقت 10 ملايين دولار أو 20 مليون بيزو.

## فترةالكومنولث(1935-1946)
عندما أصبحت الفلبين كومنولثًا أمريكيًا في عام 1935، اُعتُمِدَ شعار النبالة الخاص بالكومنولث الفلبيني واستُبدِلَت شعارات الأقاليم الأمريكية على ظهر العملات المعدنية بينما ظل الوجه الأمامي دون تغيير. يتألف هذا الختم من نسر أصغر بكثير، أجنحته موجهة لأعلى، ويقف فوق درع بزوايا مدببة، فوق مخطوطة مكتوب عليها "كومنولث الفلبين". ويُعد نمط أكثر انشغالًا، ويُعتبر على نطاق واسع أقل جاذبية.

### "عملة ميكي ماوس" (بيزو فيات)

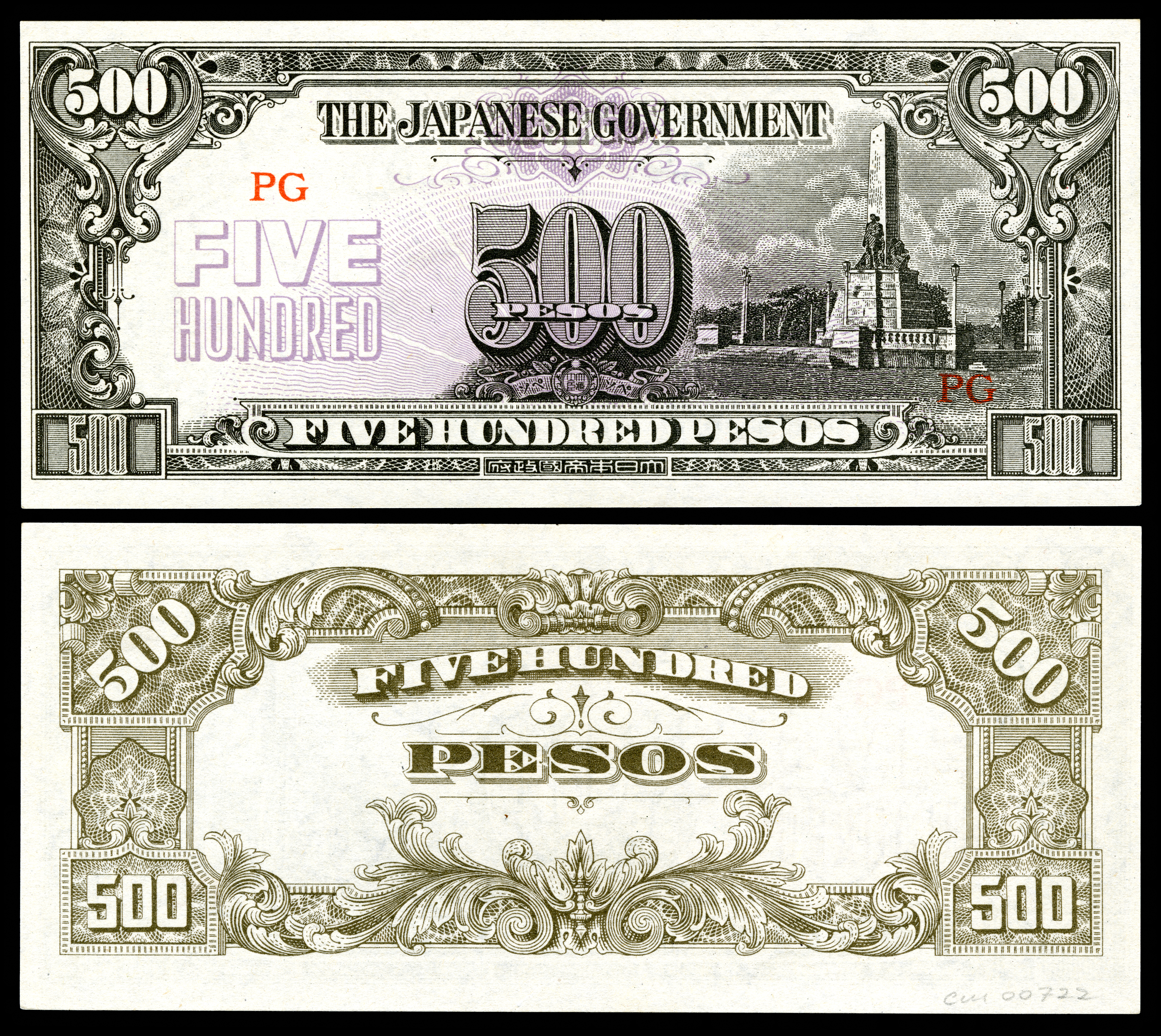
البيزو الذي أصدرته الحكومة اليابانية يلقب بـ "عملة ميكي ماوس ".

خلال الحرب العالمية الثانية في الفلبين، أصدرت الحكومة اليابانية المحتلة العملة الورقية في عدة فئات؛ وهذا ما يُعرف باسم البيزو الفلبيني الورقي الذي أصدرته الحكومة اليابانية (انظر أيضًا أموال الغزو الياباني ). حظرت الجمهورية الفلبينية الثانية في عهد خوسيه ب. لوريل حيازة العملة الحربية، وأعلنت احتكارًا لإصدار الأموال، بحيث يمكن القبض على أي شخص يثبت امتلاكه لعملات حرب العصابات. أطلق بعض الفلبينيين على البيزو الورقي اسم "عملة ميكي ماوس ". العديد من الناجين من الحرب[من؟] يحكي قصصًا عن الذهاب إلى السوق محملين بحقائب أو " بايونج " (أكياس محلية مصنوعة من جوز الهند المنسوج أو شرائح أوراق البوري ) مليئة بالأوراق النقدية الصادرة في اليابان. وفقًا لأحد الشهود، كان من الممكن شراء بيضة بطة واحدة بمبلغ 75 بيزو "ميكي ماوس"، أو ما يعادل حوالي 35 دولارًا أمريكيًا في ذلك الوقت.  في عام 1944، كان سعر علبة أعواد الثقاب أكثر من 100 بيزو ميكي ماوس . 

### "بيزو حرب العصابات" (أوراق نقدية متداولة في حالات الطوارئ)

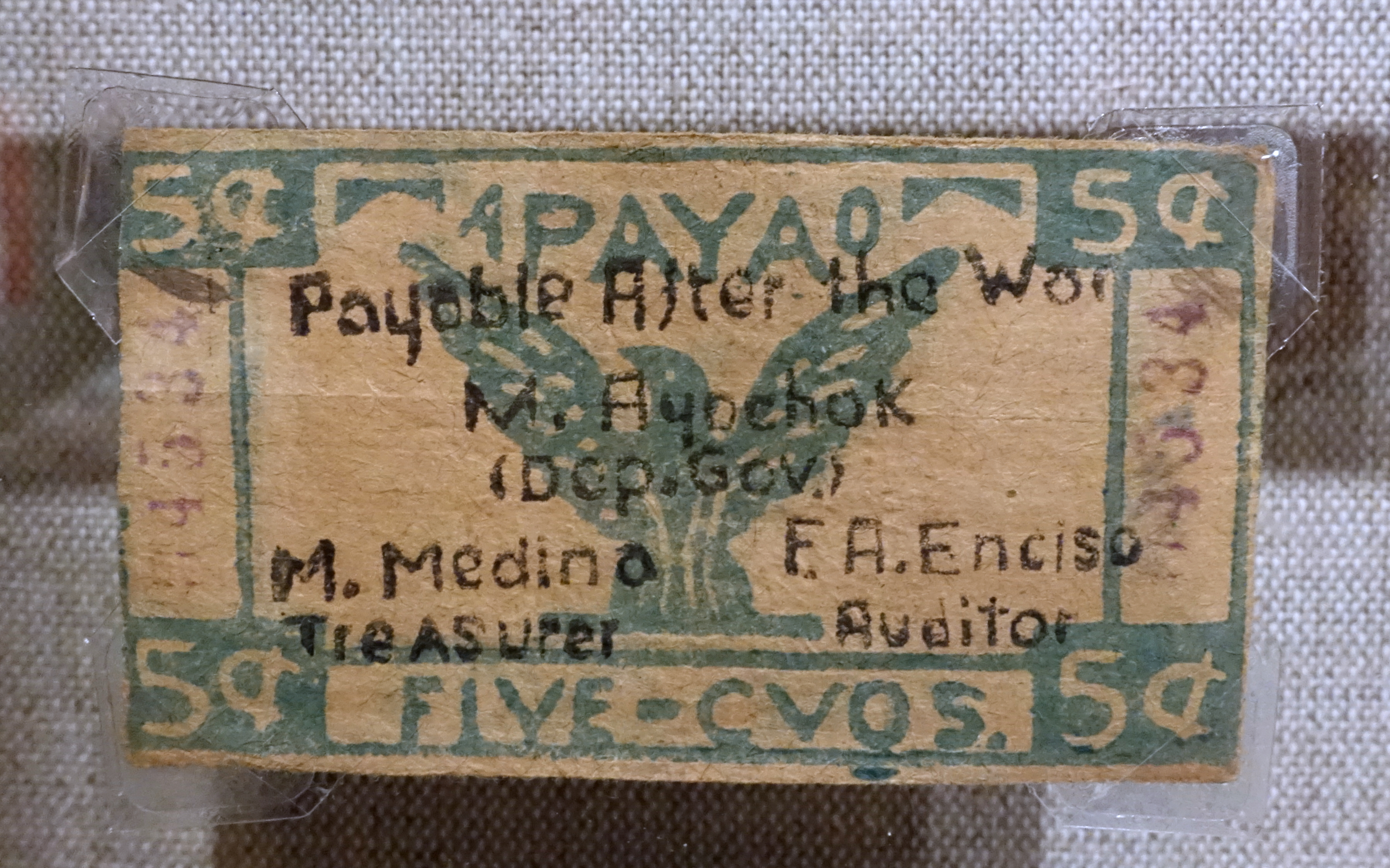
ورقة نقدية طارئة متداولة بقيمة 5 سنتاتفو، أبايو

كانت الأوراق النقدية المتداولة في حالات الطوارئ ‏ هي العملة التي طبعتها حكومة الكومنولث الفلبينية في المنفى أثناء الحرب العالمية الثانية . تمت طُبِعَ "البيزو الحربي" من قبل وحدات الحكومة المحلية والبنوك باستخدام أحبار ومواد خام. وبسبب الجودة الرديئة لهذه الأوراق النقدية، فقد تعرضت للتشويه بسهولة. حظرت الجمهورية الفلبينية الثانية التي رعتها اليابان في عهد الرئيس خوسيه ب. لوريل حيازة العملة الحربية وأعلنت احتكارًا لإصدار الأموال وكان من الممكن القبض على أي شخص يمتلك أوراقًا نقدية حربية أو حتى إعدامه.

## العملات الحديثة (1946-حتى الآن)

### السلسلة الإنجليزية
كانت السلسلة الإنجليزية عبارة عن أوراق نقدية فلبينية جرى تداولها من عام 1951 إلى عام 1971. كانت هذه هي سلسلة الأوراق النقدية الوحيدة للبيزو الفلبيني التي تستخدم اللغة الإنجليزية كلغة لها.

### سلسلة الفلبينيين
سلسلة الأوراق النقدية الفلبينية ‏ هو الاسم المستخدم للإشارة إلى الأوراق النقدية الفلبينية التي أصدرها البنك المركزي الفلبيني من عام 1969 إلى عام 1973، خلال فترة حكم الرئيس فرديناند ماركوس. وقد خلفتها سلسلة الأوراق النقدية Ang Bagong Lipunan ‏ ، والتي كانت لها تصميم مماثل. أقل فئة من السلسلة هي 1 بيزو وأعلى فئة هي 100 بيزو . مثّلت هذه السلسلة تغييراً جذرياً عن السلسلة الإنجليزية. خضعت الفواتير للفلبينية وتغيير التصميم. بعد صدور الإعلان رقم 1081 في 23 سبتمبر 1972، قام البنك المركزي بإلغاء تداول الأوراق النقدية الحالية (كل من السلسلة الإنجليزية والفلبينية) في 1 مارس 1974، بموجب المرسوم الرئاسي رقم 378.  أُرسِلَت جميع الأوراق النقدية غير المصدرة إلى مصنع دي لا رو في لندن لطباعة منطقة العلامة المائية بعبارة "ANG BAGONG LIPUNAN" وتصميم هندسي بيضاوي للسلامة.

### سلسلة أنج باجونج ليبونان
سلسلة Ang Bagong Lipunan (حرفيًا، "سلسلة المجتمع الجديد ") هو الاسم المستخدم للإشارة إلى الأوراق النقدية الفلبينية التي أصدرها البنك المركزي الفلبيني من عام 1973 إلى عام 1985. وقد خلفتها سلسلة New Design ‏ من الأوراق النقدية. أقل فئة في السلسلة هي 2 بيزو وأعلى فئة هي 100 بيزو. بعد إعلان الإعلان رقم 1081 من قبل الرئيس فرديناند ماركوس في 23 سبتمبر 1972، كان من المقرر أن يقوم البنك المركزي بإلغاء الأوراق النقدية الموجودة في عام 1974، وفقًا للمرسوم الرئاسي 378. أُرسِلَت جميع الأوراق النقدية غير المصدرة من سلسلة الفلبين (باستثناء ورقة نقدية واحدة من فئة البيزو ) إلى مصنع De La Rue في لندن لطباعة منطقة العلامة المائية بعبارة "ANG BAGONG LIPUNAN" وتصميم أمان هندسي بيضاوي. اُستُبدِلَت ورقة البيزو الواحدة بورقة البيزو الثانية، والتي تحتوي على نفس عناصر ورقة البيزو الواحدة من سلسلة "الفلبينيين" الملغاة. في 7 سبتمبر 1978، اُفتُتِحَ مصنع الطباعة الأمنية في مدينة كيزون لإنتاج الأوراق النقدية. وتغيير بسيط في ختم BSP الخاص به.

### سلسلة التصميم الجديد
كانت سلسلة التصميم الجديد (NDS) (المعروفة أيضًا باسم سلسلة BSP بعد إنشاء Bangko Sentral ng Pilipinas) هو الاسم المستخدم للإشارة إلى الأوراق النقدية للبيزو الفلبيني الصادرة من عام 1985 إلى عام 2013 والعملات المعدنية للبيزو الفلبيني الصادرة من عام 1995 إلى عام 2017. سُكَّت هذه العملات وإصدارها في الفترة من ديسمبر 1995 إلى 30 نوفمبر 2017، وظلت سارية المفعول اعتبارًا من عام 2023. وقد اُستُبدِلَت بسلسلة العملات الجيل الجديد (NGC) التي أُصدِرَت في 16 ديسمبر 2010 للأوراق النقدية وفي 30 نوفمبر 2017 للعملات المعدنية.
طُبِعَت أوراق النقد من فئة NDS حتى عام 2013 (ولكن طُبِعَت أوراق نقدية من فئة 5 بيزو حتى عام 1995، وأوراق نقدية من فئة 10 بيزو حتى عام 2001، وأوراق نقدية من فئة 20 و1000 بيزو حتى عام 2012، وأوراق نقدية من فئة 50، و100، و200، و500 بيزو حتى عام 2013)، وكانت قانونية حتى 31 ديسمبر 2015، ويمكن استبدالها بأوراق نقدية أحدث حتى إلغاء العملة النقدية من السلسلة في 3 يناير 2018. وبالتالي، تعايشت NDS مع أوراق NGC النقدية من 16 ديسمبر 2010 إلى 3 يناير 2018.   

### عملة الجيل الجديد (الحالية)
بدأ مشروع عملة الجيل الجديد (NGC) في عام 2007 بعملية تصور رسمية[بحاجة لتوضيح] والذي كان نتيجة التقاء العقول[بحاجة لتوضيح] من أشخاص ذوي خلفيات وأفكار متنوعة: محافظو البنوك المركزية، والفنانون، والخبراء التقنيون، والمؤرخون، وخبراء الاتصالات، وطابعو العملات لتعزيز ميزات الأمان بشكل أكبر وتحسين المتانة. استغرق مشروع NGC ثلاث سنوات، نوقِشَ وقُيِّمَ المحتوى الموضوعي، والتصميمات، وميزات الأمان خلالها من قبل لجنة العملات التابعة لبنك الفلبين المركزي (Num Com) بالتشاور مع مجلس النقد (MB)، وبعد ذلك، بموافقة محافظ بنك الفلبين المركزي ورئيس الفلبين.  
وكان من بين أعضاء لجنة المسكوكات نائب محافظ بانجكو سنترال ديوا جوينيغوندو والدكتور أمبث أوكامبو ‏، رئيس المعهد التاريخي الوطني. تتميز الأوراق النقدية الجديدة التي صممتها شركتا Studio 5 Designs وDesign Systemat بصور الفلبينيين المشهورين وعجائب الطبيعة الخلابة. ستُصَوَّر الرموز الوطنية الفلبينية على العملات المعدنية. بدأ البنك المركزي الباكستاني في إصدار الدفعة الأولى من الأوراق النقدية الجديدة، وتم طرح التصميمات الجديدة للجمهور في 16 ديسمبر 2010: بعد ثلاث سنوات من بدء المشروع. الكلمة "Pilipino" المستخدمة في الفواتير تُرجِمَت إلى Baybayin (ᜉᜒᜎᜒᜉᜒᜈᜓ ). الخط المستخدم في كتابة الأوراق النقدية هو Myriad، في حين عُيِّنَت الأرقام بخط Twentieth Century ‏. ووُوفِقَ على السلسلة من قبل الرئيستين جلوريا ماكاباجال أرويو وخليفتها المباشر بينينو أكينو الثالث، مما يجعلها سلسلة الأوراق النقدية الوحيدة التي وافق عليها رئيسان. 

### فهرس
- Banknotes and Coins June 2010, Bangko Sentral ng Pilipinas (BSP).
- Philippine Coins at the Bohol.ph website
- Krause, Chester L.؛ Clifford Mishler (خطأ في التعبير: علامة ترقيم لم نتعرف عليها «{».). Unrecognized date. Please see Template:Numis cite SCWC for available dates.. Krause Publications. {{استشهاد بكتاب}}: تحقق من التاريخ في: |سنة= (مساعدة) وروابط خارجية في |عنوان= (مساعدة)
- Unrecognized date. Please see Template:Numis cite SCWPM for available dates.. Krause Publications. {{{date}}}. {{استشهاد بكتاب}}: تحقق من التاريخ في: |سنة= (مساعدة) وروابط خارجية في |عنوان= (مساعدة)

روابط خارجية ==
- المتحف الافتراضي للعملات الإسبانية الفلبينية نسخة محفوظة April 2, 2019, على موقع واي باك مشين.
- حرب العصابات الفلبينية وملاحظات الطوارئ
- أخبار وتحديثات العملات الفلبينية
- الأوراق النقدية والعملات الفلبينية